# (1568) Aisleen
(1568) Aisleen est un astéroïde de la ceinture principale.

## Description
(1568) Aisleen est un astéroïde de la ceinture principale. Il fut découvert le 21 août 1946 à Johannesburg par Ernest Leonard Johnson. Il présente une orbite caractérisée par un demi-grand axe de 2,35 UA, une excentricité de 0,25 et une inclinaison de 24,9° par rapport à l'écliptique.

## Compléments